# Companhia dos Caminhos de Ferro do Norte de Portugal
La Companhia dos Caminhos de Ferro do Norte de Portugal, nota anche come Companhia do Norte, era una società portoghese nata il 14 gennaio 1927 dalla fusione delle compagnie do Caminho de Ferro de Guimarães e do Porto à Póvoa e Famalicão.

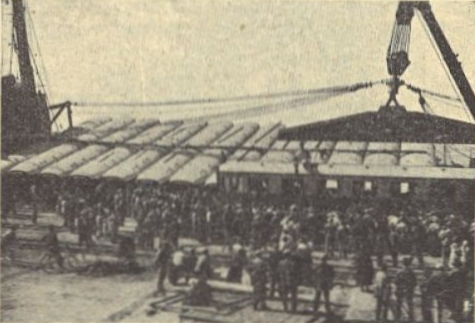
Carrozze viaggiatori di vario tipo a carrelli costruite da Officine Ferroviarie Meridionali allineate in sbarco al porto di Leixoes nel 1931

Scopo della società era la gestione delle ferrovie di Guimarães e della Póvoa. Nel 1947 venne integrata nella Companhia dos Caminhos de Ferro Portugueses.

## Storia

### Prodromi
La fusione delle compagnie esercenti la ferrovia della Póvoa e la ferrovia di Guimarães era stata propugnata dallo Stato sin dai primi del XX secolo in quanto si riteneva incerta la possibilità di sopravvivenza delle due società nell'esercizio delle due linee singolarmente; c'era inoltre da considerare che le due ferrovie pur a scartamento ridotto non erano compatibili per uno scambio di materiali in quanto una (Póvoa) lo aveva da 900 mm e l'altra (Guimarães) da 1000 mm. Veniva considerata anche la possibilità, con una concessione soltanto, di gestire ambedue le linee e quelle che stavano ancora in fase di progetto di rete.

### Fusione
La fusione fu sul punto di concretizzarsi nel 1908 e una legge del 20 giugno 1912 prevedeva che le due società sarebbero confluite in quella che stava per ottenere le concessioni per le ferrovie dell'Alto Minho, Braga-Guimarães e Viana-Ponte da Barca con la clausola che la "Linha do Porto à Póvoa e Famalicão" fosse adeguata a scartamento metrico e che fosse costruito un collegamento tra la stazione di Mindelo e Lousado (per unire Povoa e Guimarães); il nuovo contratto avrebbe avuto una durata di 80 anni.
Lo scoppio della prima guerra mondiale vanificò tutti i progetti e le due imprese continuarono l'esercizio separato pur tentando ancora di fondersi. A guerra finita ripresero le operazioni giungendo infine alla creazione della Companhia dos Caminhos de Ferro do Norte de Portugal, con la pubblicazione degli statuti sociali il 14 gennaio del 1927 e approvati il giorno 25.
In un'assemblea straordinaria del 27 agosto gli statuti vennero presentati ai soci; la delibera venne approvata il 16 dicembre.

### Espansione della rete

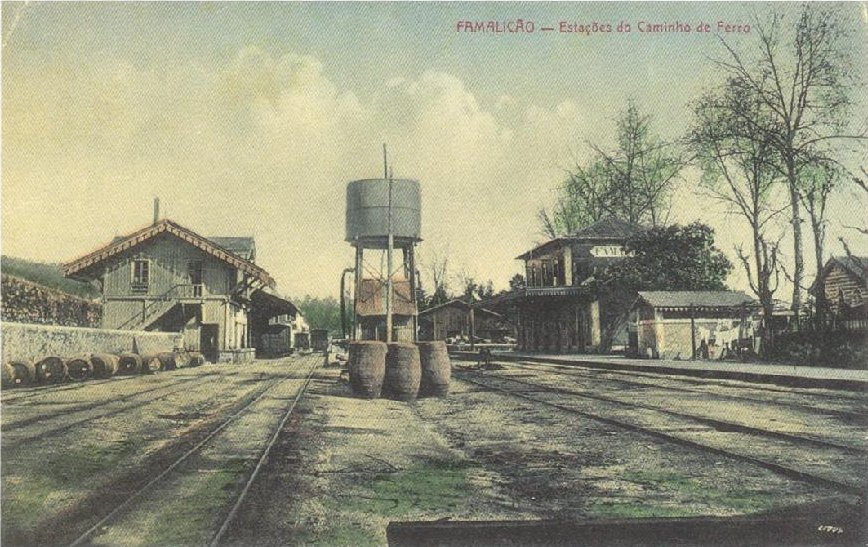
Antica stazione di Famalicão: Ferrovia da Porto a Póvoa e Famalicão (a scartamento metrico) a sinistra e ferrovia del Minho, a scartamento largo a destra

L'8 agosto 1927 la Companhia do Norte ottenne l'autorizzazione a costruire il collegamento tra le linee di Guimarães e della Póvoa; la ferrovia costruita tra le stazioni di Trofa e di Senhora da Hora entrò in servizio il 14 marzo 1932. Il contratto del 1927 stabiliva anche il cambio di scartamento della Linha da Póvoa da 900 a 1000 mm; l'adeguamento venne eseguito in tempi rapidi e senza sospensioni della circolazione.
Il 28 gennaio 1928 la Companhia dos Caminhos de Ferro Portugueses cedette alla Norte la gestione della ferrovia del Tâmega.
Nel 1933 la società entrò in una profonda crisi economica che le impedì di onorare gli impegni contrattuali; a causa di ciò, con decreto legge n. 22951, del 5 agosto 1933 venne commissariata dal Ministério das Obras Públicas e Comunicações.
Allo scopo di finanziare il prolungamento della linha da Póvoa fino a Porto Trindade, la Companhia do Norte fu costretta a cedere quote di capitale alla Divisione do Minho e Douro delle Caminhos de Ferro do Estado.

### La società si estingue
La legge 2008 del 7 settembre 1945 prevedeva l'accentramento in un'unica entità delle concessioni ferroviarie del Portogallo allo scopo di riorganizzare e coordinare il trasporto terrestre; l'impresa fu integrata quindi nella Companhia dos Caminhos de Ferro Portugueses. Il nuovo esercizio ebbe inizio il 1º gennaio 1947.

## Materiale rotabile
La Companhia do Norte utilizzava le locomotive 10 e 11 ereditate dalla Companhia della Póvoa che costituirono le serie E 61-62 CP.
La compagnia adottava per i propri rotabili il respingente centrale e il doppio gancio di trazione ai due lati dello stesso. Analogamente ai rotabili della Divisão do Minho e Douro delle Caminhos de Ferro do Estado il respingente aveva un gancio a coltello posto verticalmente per compatibilità con l'aggancio norvegese del vecchio materiale rotabile della ferrovia di Guimarães.